# Nová Polhora
Nová Polhora (in ungherese Lapispatakújtelep) è un comune della Slovacchia facente parte del distretto di Košice-okolie, nella regione di Košice.